# مارغريت فارار
مارغريت فارار (بالإنجليزية: Margaret Farrar) هي صحفية أمريكية، ولدت في 23 مارس 1897 في بروكلين في الولايات المتحدة، وتوفيت في 11 يونيو 1984 في مانهاتن في الولايات المتحدة.

## وصلات خارجية
- مارغريت فارار على موقع الموسوعة البريطانية (الإنجليزية)